# مستغانمي أحمد سي رشيد
مستغانمي أحمد المدعو سي رشيد المعروف باسمه الثوري سي رشيد ولد في مدينة الغزوات غرب الجزائر بجامع الصخرة سنة 1915. كان من حفاظ القرآن الكريم، وكان يمارس النشاط الفلاحي بمسقط رأسه جامع الصخرة، ثم هاجرالى فرنسا بحثا عن العمل في سنة 1945، وانخرط هناك في صفوف حزب حركة الانتصارات من أجل الحرية والديمقراطية وذالك من سنة 1945 إلى سنة 1947. ثم عاد إلى أرض الوطن إلى مدينة الغزوات حيث التقى لأول مرة عند عودته بسي طاهر بعوش لإرشاده نحو أعضاء القسمة التي كانت آنذاك في حاجة ماسة إلي عضو ذو خبرة. وعين مسؤولا عن القطاع الريفي لناحية الغزوات وندرومة. ظل سي رشيد طوال حياته الثورية ملاحقا من قبل الشرطة والجيش الفرنسي، حيث بقي في حالة فرار هروبا من قبضة العدو في نواحي سواحلية وجباله، إلى أن اندلعت الثورة الجزائرية المسلحة في شهر نوفمبر 1954.
سي رشيد من بين المسؤولين الأوائل الذين حضّروا للثورة المسلحة، واجه كسائر رفقائه في النضال صعوبات ومشاكل عند القيام بمهامه أثناء الخلاف الذي وقع في صفوف الحركة وتسبب في تفرقها إلى فرق ثلاث الميسليون والوسطيون والحياديون وذلك في سنة 1953.
في شهر مارس 1955 شارك سي رشيد في التحضير والتخطيط لعملية نقل السلاح والذخيرة من مدينة الناظور المغربية سريا بدون علم المغاربة والسلطات الفرنسية التي كانت لا تزال حامية للمغرب. كانت الأسلحة تنقل سريا في الليل عبر الحدود في اتجاه مدينة الغزوات وغيرها وذالك بعدة لقاءات سرية مع الأخ محمد العربي بن مهيدي، بوصوف عبد الحفيظ، سي طاهر محمد بعوش، سايح مسوم الحنصالي، وفرطاس محمد.
عين سي رشيد مسؤول المنطقة الثانية الولاية الخامسة بين سنتي 1956 و 1957 بأمر من قيادة أركان الجيش، ثم عين بعدها عضو لجنة الولاية الخامسة ومسؤول القيادات العسكرية الحدودية، كان في اتصال دائم بالأخ القائد هواري بو مدين من سنة 1958 إلى سنة 1962. توفي سي رشيد في 26 ديسمبر 2006.